# 喀斯喀特 (加利福尼亞州)
喀斯喀特（英語：Cascade）是位於美國加利福尼亞州普盧默斯縣的一個非建制地區。該地的面積和人口皆未知。

## 地理
喀斯喀特的座標為39°42′00″N 121°10′42″W / 39.70000°N 121.17833°W，而該地的平均海拔高度為1236米（即4055英尺）。